# Procès de sorcellerie au Pays basque
Le procès pour sorcellerie du Pays basque du XVIIe siècle constitue la tentative la plus ambitieuse jamais entreprise par l'Inquisition espagnole pour extirper la sorcellerie. Le procès des sorcières basques débute en janvier 1609 à Logroño dans la Rioja, en écho aux persécutions similaires menées en Labourd par Pierre de Lancre. Avec quelque 7 000 cas examinés, c'est un des plus grands évènements de son genre dans l'histoire.

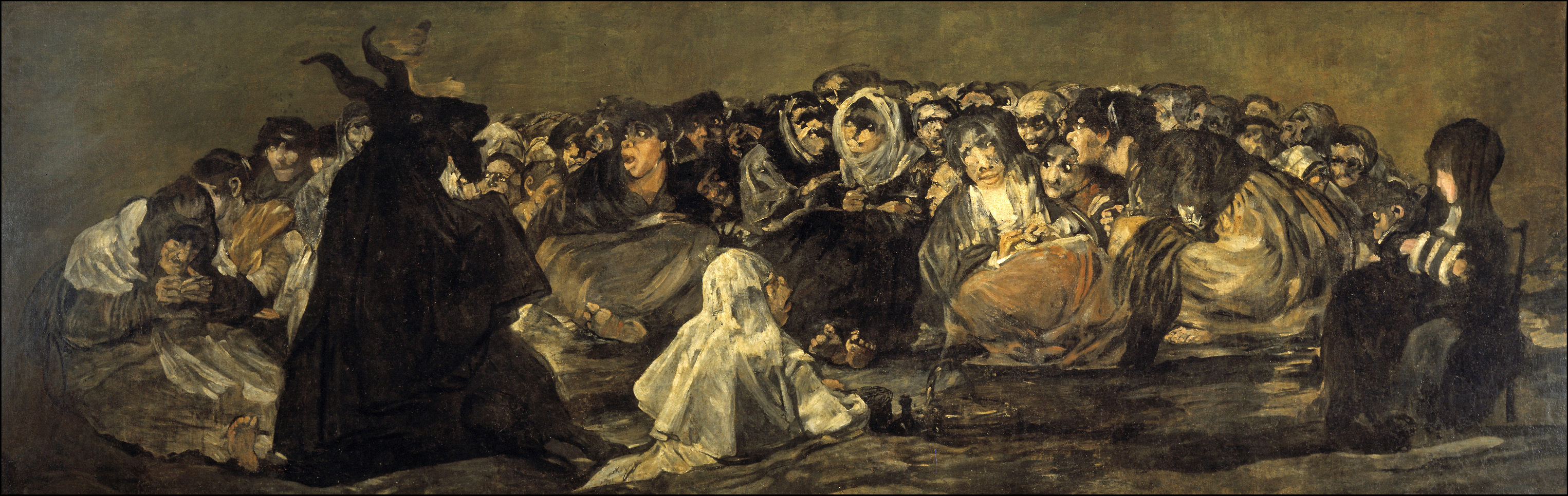
Akelarre, Francisco de Goya

## Déroulement
C'est à Logroño, pourtant en dehors du Pays basque, que l'Inquisition établit son tribunal chargé du Royaume de Navarre, des provinces d'Alava, Guipuscoa, Biscaye, La Rioja, Burgos et Soria.  
Une certaine Maria de Ximildegui rentre dans son village natal de Zugarramurdi, près de l'actuelle frontière franco-espagnole, après un séjour de plusieurs années en France. Elle affirme y avoir participé à des sabbats avant de retrouver spontanément le chemin de l’Église. Mais elle dénonce aussi des pratiques similaires à Zugarramurdi et accuse la jeune Maria de Jaurategia d'être une sorcière. Celle-ci nie, mais l'hostilité croit dans le village, et elle finit par reconnaitre son implication impliquant à son tour sa tante Maria Txipia Barrenechea. Ainsi débute une vague de dénonciations dramatique : outre leurs supposées pratiques sataniques, une trentaine de décès récents sont imputés aux accusés,.
L'affaire aurait pu être réglée au sein de la communauté, par une confession publique et un pardon général. Mais l'abbé don León de Aranibar dénonce à la cour de Logroño les pratiques diaboliques sur les terres de Zugarramurdi, qui relèvent de son monastère d'Urdazubi. 
Une première phase d'instruction débute en janvier 1609, pour se conclure les 7 et 8 novembre 1610 par un autodafé devant 30 000 spectateurs contre trente-et-un condamnés : six d'entre eux sont conduits au bûcher et cinq autres subissent symboliquement ce châtiment puisqu'ils ont déjà péri en prison sous la torture. Les femmes prédominent parmi les accusées, mais on y trouve aussi des enfants et des hommes, et même des prêtres mis en cause pour avoir pratiqué des guérisons avec des nóminas, sortes d'amulettes portant le nom de saints.
L'hystérie se propage à tout le pays. Des procédures sont lancées dans les principaux supposés foyers de sorcellerie (Hondarribia, Zugarramurdi et St-Jean-de-Luz) à l'encontre de présumées sorcières suspectées de jeter des sorts à des créatures vivantes et de se réunir dans la montagne Jaizkibel en sabbats dirigés par le Diable incarné en bouc.
La procédure est cependant suspendue, le temps que les inquisiteurs puissent rassembler des preuves sur ce qu'ils pensent être une pratique très répandue au Pays basque. Alonso Salazar y Frias, avocat de formation et benjamin des trois juges de Logroño, dirige l'enquête. Pourvu d'un « décret de grâce », il est habilité à promettre le pardon à tout repenti qui dénonce ses complices. De mai 1611 à mai 1612, il voyage, s'installant notamment à Zugarramurdi, où une grotte et une source (Olabidea ou Infernuko erreka, "la rivière de l'Enfer") sont réputées être le lieu de rencontre des sorcières.
Comme souvent dans ce genre de cas les dénonciations affluent, et Frías rentre à Logroño avec les prétendus aveux de 1 802 personnes (dont 1 384 enfants de sept et quatorze ans), impliquant plus de 5 000 suspects à travers 11 000 pages de procédure. La plupart des délateurs se rétractent rapidement, imputant leur confession à la torture. Seules six personnes persistent à affirmer avoir pris part à des sabbats et maintiennent leurs accusations.

## Le temps du doute
L'Inquisition espagnole — plus investie dans sa lutte contre les Protestants, les Conversos (baptisés descendants des Juifs ou des Maures) et la contrebande de livres interdits — fait preuve d'un relatif scepticisme dans sa lutte contre la sorcellerie : dès 1538, le Conseil de l'Inquisition met en garde ses juges contre une interprétation trop crédule du Malleus Maleficarum[réf. nécessaire]. En mars 1610, Antonio Venegas de Figueroa, évêque de Pampelune, affirme dans une lettre adressée à la Sainte Inquisition que la chasse aux sorcières a été fondée « sur des mensonges et de l'auto-illusion » et qu'avant le début des procès  la sorcellerie était quasiment inconnue dans la région.
L'enquêteur de Zugarramurdi Alonso Salazar y Frias affirme n'avoir trouvé aucune preuve de fond de la sorcellerie dans ses voyages dans le pays, en dépit du nombre des  confessions, et finit par remettre en cause les pièces du procès. 

« La vraie question est : devons-nous croire qu'il y a eu sorcellerie au seul motif que les sorcières le revendiquent ? Non : il est clair que les sorcières ne doivent pas être crues, et les juges ne devraient condamner personne, tant que le cas ne peut être prouvé par des éléments externes et objectifs suffisants pour convaincre tout un chacun. Et qui peut accepter ceci : qu'une personne peut voler dans l'air et parcourir cent lieues en une heure ; qu'une femme peut se faufiler dans un espace dans lequel une mouche ne passerait pas ; qu'une personne peut se rendre invisible; qu'elle peut être dans une rivière ou dans la mer sans se mouiller, ou qu'elle peut être en même temps dans son lit et au sabbat et qu'une sorcière peut prendre n'importe quelle forme, se transformer en mouche ou en corbeau ? En vérité, ces affirmations vont au-delà de la raison humaine, et dépassent peut-être même les limites autorisées par le Diable. »

Il entre en conflit avec ses collègues, Alonso Becerra y Holquin et Juan del Valle Alvarado, qui l'accusent « dans la ligue avec le Diable ». Le désaccord est remonté à l'Inquisiteur Général à Madrid, qui semble prendre parti pour Salazar. En août 1614, décision est prise d'interrompre tous les procès en cours à Logroño. Des critères d'acceptabilité des preuves plus rigoureux sont établis, qui mettent fin à la chasse aux sorcières en Espagne, bien avant les régions d'Europe du Nord.

## Discussion
Plus encore au Pays basque que dans beaucoup de régions d'Europe en raison de la protection conférée par l'herméticité de la langue, guérisseurs et sages-femmes ont joué un rôle important et forcément suspect aux yeux de l'Église et des autorités, préservant les coutumes populaires et des croyances païennes contraires à l'idéologie catholique. Les prétendus sabbats et akelarreak n'étaient peut-être que des réunions festives, organisées à l'écart des autorités civiles et religieuses.
Dans une région où les hommes étaient enrôlés en masse pour la chasse à la baleine basque vers le Labrador et l'Islande, ces fêtes pouvaient être des exutoires importants pour des femmes qui assumaient seules la charge des enfants, personnes âgées et des religieux.

## Victimes, éléments de biographie et verdicts
| Liste,                   | Liste,         | Liste, | Liste, | Liste, |
| Nom                      | Âge            | Bio | Chef d'inculpation                                                                                         | Sort |
| ------------------------ | -------------- | --- | --- | --- |
| Migel Goiburu            | 66 ans         | Berger, gendre de Graziana Barrenetxea                                                                           | Roi du sabbat                                                                                              | Mort en prison après s'être repenti. Ses restes sont exposés à l'autodafé, puis enterrés chrétiennement.                                                                                       |
| Graziana Barrenetxea     | 80 à 90 ans    | | Reine du sabbat                                                                                            | Morte en prison après s'être repentie. Ses restes sont exposés à l'autodafé, puis enterrés chrétiennement.                                                                                     |
| Estebania Nabarkorena    | plus de 80 ans | | Deuxième dans la hiérarchie du sabbat                                                                      | Morte en prison après s'être repentie. Ses restes sont exposés à l'autodafé, puis enterrés chrétiennement.                                                                                     |
| Maria Pèrez Barrenetxea  | 70 ans         | | Troisième dans la hiérarchie du sabbat                                                                     | Morte en prison après s'être repentie. Ses restes sont exposés à l'autodafé, puis enterrés chrétiennement.                                                                                     |
| Joana Telletxea          | 38 ans         | | | Un an d'emprisonnement « pour prouver la clémence du tribunal envers les bonnes croyantes ».                                                                                                   |
| María Jauretegia         | 22 ans         | | Participe aux sabbats de Zugarramurdi                                                                      | Pendant l'autodafé, on lui retire publiquement le sambenito et on lui impose diverses pénitences. Un an d'emprisonnement « pour prouver la clémence du tribunal envers les bonnes croyantes ». |
| Maria Arburu             | 70 ans         | | Reine du sabbat après Graziana Barrenetxea                                                                 | Brûlée vive. |
| Maria Iriarte            | 40 ans         | Fille de Graziana Barrenetxea                                                                                    | | Morte en prison après s'être repentie. Ses restes sont exposés à l'autodafé, puis enterrés chrétiennement.                                                                                     |
| Estebania Iriarte        | 36 ans         | Fille de Graziana Barrenetxea                                                                                    | | Morte en prison après s'être repentie. Ses restes sont exposés à l'autodafé, puis enterrés chrétiennement.                                                                                     |
| Joanes Goiburu           | 37 ans         | Époux de Estebania Iriarte                                                                                       | Joue du tambourin lors des sabbats de Zugarramurdi                                                         | Emprisonné à vie (libéré ultérieurement). |
| Joanes Sansin            | 20 ans         | Fabricant de tamis en crin, neveu de Joanes Goiburu                                                              | Percussionniste lors des sabbats de Zugarramurdi                                                           | Emprisonné à vie. |
| María Presona            | 70 ans         | Fileuse, sœur de Mari Juanto                                                                                     | Participe aux sabbats de Zugarramurdi                                                                      | Emprisonnée à vie. |
| Maria Baztan Borda       | 58 ans         | | | Brûlée vive. |
| Graziana Xarra           | 66 ans         | Hôtelière à Urdazubi                                                                                             | Participe aux sabbats de Zugarramurdi                                                                      | Brûlée vive. |
| María Etxatxute          | 54 ans         | | Participe aux sabbats de Zugarramurdi                                                                      | Brûlée vive. |
| Maria Txipia Barrenetxea | 52 ans         | Tante de Maria Jauretegia                                                                                        | Sorginkerian jakintsua izatea                                                                              | Emprisonnée à vie. |
| María Etxegi             | 40 ans         | | Participe aux sabbats de Zugarramurdi                                                                      | Emprisonnée à vie (libérée ultérieurement). |
| María Etxaleku           | 40 ans         | | Participe aux sabbats de Zugarramurdi                                                                      | Morte en prison sans avouer ni se repentir. Brûlée en effigie. |
| Estebania Petrisanzena   | 37 ans         | | Participe aux sabbats de Zugarramurdi                                                                      | Morte en prison sans avouer ni se repentir. Brûlée en effigie. |
| Martin Bizkar            | Plus de 80 ans | Paysan | Deabruaren sakristaua, Akelarreko umeen alkatea (Le sacristain du diable, maire des enfants de l'Akelarre) | Mort en prison après s'être repenti. Ses restes sont exposés à l'autodafé, puis enterrés chrétiennement.                                                                                       |
| Joanes Etxegi            | 68 ans         | Laboureur | Participe aux sabbats de Zugarramurdi                                                                      | Mort en prison sans avouer ni se repentir. Brûlé en effigie. |
| Domingo Zubildegi        | 50 ans         | Charbonnier, natif d'Espelette                                                                                   | Participe aux sabbats de Zugarramurdi                                                                      | Brûlé vif. |
| Frère Pedro Arburu       | 43 ans         | Fils de Maria Arburu, natif de Zugarramurdi, moine aux Prémontés d'Urdazubi                                      | | Repenti et rentré dans la foi catholique. Condamné à 10 ans de prison. |
| Petri Juangorena         | 36 ans         | Paysan, charbonnier                                                                                              | Participe aux sabbats de Zugarramurdi                                                                      | Brûlé vif. |
| Don Juan Borda Arburu    | 34 ans         | Fils de Maria Baztan Borda, natif de Zugarramurdi, prêtre et clerc                                               | | Repenti et rentré dans la foi catholique. Condamné à 10 ans de prison. |
| Joanes Odia Beretxea     | 60 ans         | | Participe aux sabbats de Zugarramurdi                                                                      | Mort en prison sans avouer ni se repentir. Brûlé en effigie. |
| María de Zozaya          | 80 ans         | « vieille fille »                                                                                                | Sorcière du sabbat de Errenteria, prosélyte notoire.                                                       | Morte sous la torture sans avouer ni se repentir. Brûlée en effigie. Maria Zozaia Arramendi |
| Joanes Lambert           | 27 ans         | Forgeron à Errenteria, né à La Bastide-Clairence                                                                 | Participe aux sabbats de Zugarramurdi                                                                      | Brève peine de prison et exilé à vie de Navarre et de Guipuscoa. |
| Mari Juanto              | 60 ans         | | | Morte en prison après s'être repentie. Ses restes sont exposés à l'autodafé, puis enterrés chrétiennement.                                                                                     |
| Beltrana Fargua          | 40 ans         | Mendiante, native de Amou                                                                                        | Membre de six sabbats en Navarre                                                                           | Avoue immédiatement. Condamnée à 6 mois de prison et exilée à vie de Navarre et de Guipuscoa.                                                                                                  |
| Joanes Iribarren         | 40 ans         | Forgeron | Sorcier d'Etxalar en Navarre                                                                               | Exilé à vie de Navarre et de Guipuscoa |
| María Endara             | 25 ans         | Riche habitante de Lesaka, son village natal, épouse de Pablo de Goyeneche, noble local                          | Participe aux sabbats de Zugarramurdi                                                                      | Avoue en prison (ne parle pas Basque). Emprisonnée à vie et libérée ultérieurement. |
| María Telletxea          | 38 ans         | | Participe aux sabbats de Zugarramurdi                                                                      | Emprisonnée à vie (libérée ultérieurement). |
| Inesa Gaxen              | 45 ans         | Née à La Bastide-Clairence, déjà arrêtée par Tristand de Urtubia, jugée et acquittée par le tribunal de Bordeaux | Accusée de « perdre des navires dans le port de Pasajes »                                                  | Jugée à Logroño en mai 1611, et acquittée. Mais à son retour chez elle à Hondarribia, les édiles locaux n'acceptent pas la décision de l'Inquisition et la bannissent à Hendaye.               |

À tous, exécutés ou non, on saisit évidemment tous les biens.

## Traces dans la culture

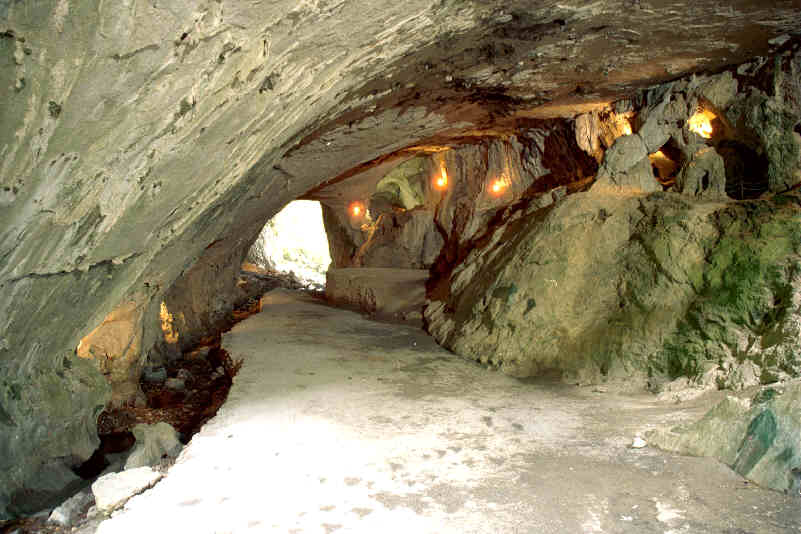
La "Grotte des Sorcières" près de Akelarre de Zugarramurdi.

C'est sur l'alpage dit de l'akelarre (terme basque pour le "pré du bouc", par métonymie le "sabbat") que les sorcières de Zugarramurdi étaient supposées tenir leurs réunions. L'espagnol a conservé le mot aquelarre pour désigner le sabbat. 
Le Musée de la Sorcellerie de Zugarramurdi perpétue la mémoire des villageois qui subirent ces terribles répressions. Le bourg célèbre désormais chaque année les sorcières en organisant une fête dans la grotte pour la nuit de la Saint-Jean.
Akelarre (1984) est un film espagnol de Pedro Olea sur ces procès. 
Le film Les Sorcières de Zugarramurdi (titre original : Las brujas de Zugarramurdi) est une comédie horrifique franco-espagnole écrite et réalisée par Álex de la Iglesia et sortie en 2013 : de nos jours, un groupe de braqueurs croise la route d'une famille de sorcières à Zugarramurdi.

## Source
- (en) Cet article est partiellement ou en totalité issu de l’article de Wikipédia en anglais intitulé « Basque witch trials » (voir la liste des auteurs).